# Торрес Пастор, Мануэль
Мануэ́ль То́ррес Пасто́р, также известный как просто Торрес (19 апреля 1930 — 14 марта 2014) — испанский футболист. Он выиграл Кубок европейских чемпионов УЕФА с мадридским «Реалом» в 1957 году, играя в защите в паре с Анхелем Атьенсой. Торрес играл за мадридский «Реал» на правах аренды из «Реал Сарагоса» в течение 6 месяцев.

## Ранние годы
Родился в Теруэле в апреле 1930 года в семье пекарей. По его словам, его первым воспоминанием были самолёты, совершавшие бомбардировку населённых пунктов. Теруэль был окружён республиканской армией, и семья Пасторов была эвакуирована сначала в Сегорбе, а затем в Валенсию. У Торреса было восемь братьев. В возрасте семи лет он впервые увидел застреленного человека, это нанесло серьёзную моральную травму молодому Торресу. Тем не менее, Торрес не испытывал голода в военное время: хлеб производился на республиканском фронте в Валенсии, и там никогда не было недостатка масла, сахара пшеница и кукурузы. Мануэль получил начальное образование на дому у тёти, и в это же время начал играть на улице в футбол тряпичным мячом, сделанным из кухонного полотенца матери, связанного шнурами и лентами и завёрнутым в мешок. Вернуться в Теруэль Торрес не мог, так как должен был посещать школу. Он закончил учёбу, а затем работал в пекарне отца.

## Карьера
Несмотря на вес в 51 килограмм, он имел задатки футболиста. Торрес провёл три или четыре сезона в качестве любителя, пока его имя не стало появляться в спортивных газетах. Ходили слухи, что он перейдёт в «Райо Вальекано» или в «Реал Бетис», но Торрес выбрал «Сарагосу». В сезоне 1953/54 Мануэль Торрес дебютировал как защитник «Реал Сарагосы», которая тогда играла во Втором дивизионе, там он сформировал сыгранную связку с Энрике Ярсой. Уже после окончания карьеры он вспоминал:
У нас был отличный коллектив. Энрике Ярса была исключительным, он оказал огромное влияние на команду.
В 1957 году Торреса арендовал «Реал», с которым Торрес дебютировал в Кубке европейских чемпионов.

Я был очень хорошо принят. Хенто, с которым я провёл несколько матчей, уважал меня. Ди Стефано был лучшим, но был и Копа, и Матеос. Мы выиграли Кубок европейских чемпионов. Случилась любопытная вещь: я долго играл в «Сарагосе» и не мог добиться того, чего смог достичь с «Реалом». Мне вдруг позвонили с «Сантьяго Бернабеу» и пригласили играть за клуб. Ничего плохого не произошло, никто в «Сарагосе» не был против трансфера.

По истечении срока аренды Торрес вернулся в «Сарагосу». В том же году Торрес женился на Анжелите Буендии. Всего четыре года спустя он завершил карьеру и занялся ювелирным бизнесом.
Как считает Торрес, секретом его хорошей игры была физическая подготовка. Он жил футболом и любил его больше всего. В возрасте 31 года Мануэль Торрес покинул клуб и занялся бизнесом. Причиной раннего окончания карьеры стало то, что Торрес был уверен: футбол дал ему всё возможное и большего он уже не достигнет.